# 恋のABO
「恋のABO」（こいのエービーオー）は、日本の男性アイドルグループ、NEWSの11枚目のシングル。

## 概要
- 2009年第1弾で前作から約6ヶ月ぶりとなるシングル。また、「weeeek」、「SUMMER TIME」に次ぎ、今回もRUSS-KのCMソングに起用されている。
- 初回限定生産盤には、2008年12月31日に行われた「NEWS WINTER PARTY DIAMOND in TOKYO DOME 」で披露された曲のDVD、通常盤には同日のライブ音源「Share」が収録されている。
- この曲のPVの最後にも、山下が「[山][P]」と書かれた紙コップを使っている。「星をめざして」、「weeeek」、「太陽のナミダ」、「SUMMER TIME」、「Happy Birthday」に続く6回目の登場である。
- 最初のコールやセリフは小山と山下が考案（「小山P」名義）。

## チャート成績
発売初週に23.4万枚を売り上げ、2009年5月11日付のオリコン週間シングルチャートで初登場1位を獲得。これで、デビュー曲「希望〜Yell〜」から11作連続で獲得した事となり、KinKi Kidsに次ぐ歴代2位の記録となった。また、初動売上は前作から増加し、「希望〜Yell〜」、「weeeek」、「星をめざして」に次ぎ、グループ内で4番目に高い初動となった。

## 収録曲

### CD

#### 通常盤
1. 恋のABO
作詞:zopp、作曲:adult education、編曲:鈴木雅也
  - クリムゾン RUSS-K「T-Fes」篇 CMソング
  - 13thアルバム「NEWS EXPO」初回盤Bにて3人体制で再録されている。
2. ラビリンス
作詞:zopp、作曲:藤末樹、編曲:鈴木雅也
3. OPEN YOUR EYES
作詞:RYOKa、作曲・編曲：Shusui, Fredrik Hult
錦戸のソロ曲とは異なる。
4. Share（Live at TOKYO DOME）
作詞、作曲:NEWS、編曲：mugen

#### 初回生産限定盤
1. 恋のABO
2. ラビリンス
3. 恋のABO（オリジナル・カラオケ）

### DVD「NEWS WINTER PARTY DIAMOND in TOKYO DOME 2008.12.31」
※初回生産限定盤のみ
1. Happy Birthday
2. weeeek
3. ガンガンガンバッテ
4. 裸足のシンデレラボーイ
5. SUMMER TIME
6. MC

## 映像作品
恋のABO
- NEWS DOME PARTY 2010 LIVE! LIVE! LIVE! DVD!
- NEWS LIVE TOUR 2012 〜美しい恋にするよ〜
  - 4人体制 初披露
- NEWS 10th Anniversary in Tokyo Dome
- NEWS LIVE TOUR 2015 WHITE
- NEWS LIVE TOUR 2016 QUARTETTO
- NEWS LIVE TOUR 2017 NEVERLAND
- NEWS 15th Anniversary LIVE 2018 "Strawberry"